# Główna droga wodna we Wrocławiu
Główna droga wodna we Wrocławiu (Północna/Współczesna droga Wodna, Współczesny Kanał Żeglugowy, Wrocławski Szlak Główny ) – śródlądowa droga wodna prowadząca przez Wrocław, będąca głównym szlakiem wodnym dla towarowego transportu wodnego prowadzącym przez miasto. Główna droga wodna jest elementem Wrocławskiego Węzła Wodnego – jednym z trzech szlaków wodnych prowadzących przez miasto , a jedną z dwóch dróg wodnych  . Zasadnicza część tego szlaku powstała w latach 1912–1917 w ramach inwestycji z zakresu hydrotechniki, tzw. drugiej kanalizacji Odry we Wrocławiu. Zgodnie z aktualnie obowiązującymi w Polsce kryteriami ta droga wodna zaliczana jest do III klasy dróg wodnych  . Ma 10,70 km długości . Jest miejskim odcinkiem Odrzańskiej Drogi Wodnej  i europejskiej drogi wodnej E30.

## Historia
Wrocław w swej historii był i jest także obecnie położony na przecięciu wielu szlaków komunikacyjnych. Jednym z nich jest śródlądowa droga wodna, współcześnie nazywana Odrzańską Drogą Wodną. W ramach tej drogi wodnej szlak żeglugowy w XIX w. prowadził przez Śródmiejski Węzeł Wodny. Potrzeba budowy nowej drogi wodnej prowadzącej przez Wrocław szczególnie mocno ujawniła się pod koniec XIX w., kiedy to znacznie wzrósł przewóz ładunków towarowych, wykonywany także przy pomocy transportu wodnego. Przeprowadzono wówczas wielką inwestycję, tzw. pierwszą kanalizację Odry we Wrocławiu, budując nową drogę wodną prowadzącą wokół śródmieścia, która stała się główną drogą dla towarowego transportu wodnego. Ograniczony jednak zakres inwestycji sprawił, że stosunkowo szybko nowa droga wodna przestała spełniać swoją rolę, gdyż nie była w stanie zapewnić odpowiedniej przepustowości. Już na początku XX wieku parametry szlaku żeglugowego, w tym m.in. wymiary śluz komorowych, głębokość tranzytowa, światła mostów i inne, okazały się niewystarczające wobec rozwoju zarówno taboru pływającego jak i rosnących potrzeb w zakresie tego rodzaju transportu masowego.
Innym istotnym zagadnieniem była potrzeba radykalnej poprawy ochrony przeciwpowodziowej miasta. Ten aspekt również miał bardzo istotne znaczenie w kwestii podjęcia odpowiedniej inwestycji.
Z powyższych względów podjęto decyzję o rozpoczęciu nowej inwestycji, polegającej na budowie nowej drogi wodnej dla potrzeb żeglugi i nowego systemu zabezpieczenia przeciwpowodziowego, która wpisywała się w ówcześnie prowadzony cały zakres inwestycji odrzańskich ukierunkowanych na stworzenie nowoczesnej drogi wodnej na rzece dostosowanej do rosnących potrzeb i możliwości technicznych.

## Znaczenie szlaków wodnych

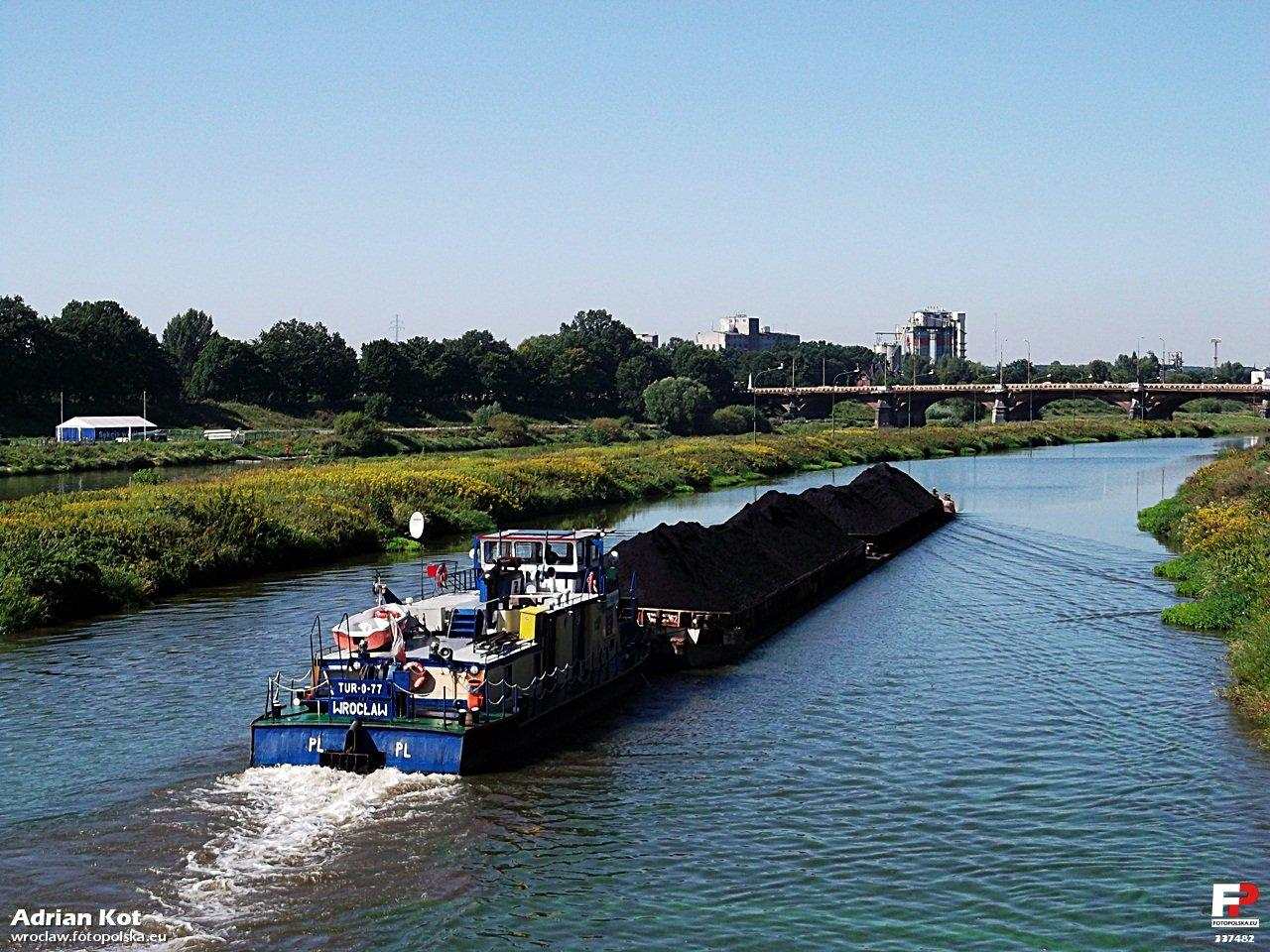
Kanał Różanka, w tle Stara Odra i Most Osobowicki północny

Przed podjęciem pierwszej i drugiej kanalizacji Odry we Wrocławiu, dzięki wykonanemu przekopowi w latach 1530-1555, żegluga przez Wrocław prowadziła szlakiem Śródmiejskiego Węzła Wodnego. Po przeprowadzeniu pierwszej kanalizacji Odry we Wrocławiu szlak ten podupadł, a nowa droga wodna stała się głównym szlakiem żeglugowym, szczególnie w zakresie transportu towarowego. Po przeprowadzeniu natomiast drugiej kanalizacji Odry we Wrocławiu, powstał nowy szlak wodny, od tej chwili stanowiący główną drogę wodną prowadzącą przez miasto, który charakteryzował się znacznie lepszymi parametrami żeglugowymi. Pozostałe szlaki znacznie straciły na znaczeniu. Śródmiejski Węzeł Wodny w praktyce wykorzystywany był jedynie do żeglugi pasażerskiej, a w okresie powojennym przez szereg lat był praktycznie wyłączony z żeglugi. Szlak powstały podczas pierwszej kanalizacji Odry we Wrocławiu również podupadł. Wykorzystywany był jednakże na potrzeby żeglugi pasażerskiej, rekreacyjnej i turystycznej: białej floty i tramwaju wodnego (tramwaje wodne we Wrocławiu), oraz do obsługi położonych przy jego brzegach portów i nabrzeży przeładunkowych. Były one jednak w okresie powojennym sukcesywnie zamykane i to jego zastosowanie praktycznie przestało mieć współcześnie rację bytu, a zachowana droga wodna spełniająca kryteria jedynie dla II klasy dróg wodnych   określana jest jako szlak boczny Odry .
Powstały natomiast podczas drugiej kanalizacji Odry szlak wodny stał się, jak wyżej zaznaczono, główną drogą wodną. Tędy przepływały towarowe jednostki pływające zarówno w zakresie tranzytu przez miasto, jak i te których miejscem docelowym był Wrocław  . Ponadto nad Kanałem Żeglugowym powstało szereg nabrzeży przeładunkowych, szczególnie przy zlokalizowanych tu fabrykach i przedsiębiorstwach. Wybudowano także stocznię rzeczną – Wrocławska Stocznia Rzeczna. Ponadto wyposażenie Śluzy Bartoszowice w górne wrota przeciwpowodziowe oraz Śluz Zacisze w dolne wrota przeciwpowodziowo dało możliwość wykorzystywania akwenu Kanału Żeglugowego jako miejsca zimowania statków lub schronienia podczas wezbrań. Ten stan rzeczy przetrwał w zakresie szlaku wodnego do dziś. Droga wodna powstała podczas drugiej kanalizacji Odry we Wrocławiu jest częścią Odrzańskiej Drogi Wodnej , będącej częścią europejskiej drogi wodnej E30. Według obecnie obowiązujących w Polsce kryteriów ten odcinek zaliczany jest do III klasy dróg wodnych  .

## Administracja, zabytki i ochrona
Współcześnie cały Wrocławski Węzeł Wodny, w tym ukształtowana podczas drugiej kanalizacji Odry we Wrocławiu główna droga wodna oraz szlak boczny, zgodnie z zasięgiem działania, podlega zarządowi Regionalnego Zarządu Gospodarki Wodnej we Wrocławiu  .
Z dorobku technicznego, ukształtowanego podczas tej inwestycji do dziś, ochrony jako zabytku doczekał się Most Trzebnicki Północny, nr rej.: A/1644/336/Wm z 15.10.1976 r..
Obszary otoczone wodami głównej drogi wodnej i szlaku bocznego, tj. obszary Wielkiej Wyspy, Wyspy Opatowickiej i grobli rozdzielającej Kanał Żeglugowy od Kanału Powodziowego, wraz z tymi wodami, chronione są w formie zespołu przyrodniczo-krajobrazowego, tj. Szczytnickiego Zespołu Przyrodniczo-Krajobrazowego. Ochrona obejmuje również samą Odrę, uznaną za główny korytarz ekologiczny.

## Zestawienia

### Cieki wodne
Główna droga wodna we Wrocławiu od miejsca jej początku, tj. bifurkacji Kanału Żeglugowego od Odry, do jej końca tj. ujścia Starej Odry do Odry Głównej (Odry Dolnej), prowadzi bądź kanałami żeglugowymi (Kanał Żeglugowy, Kanał Różanka), bądź rzeką skanalizowaną, uregulowaną (Stara Odra).
| ciek                                                  | długość [km]     | długość [km] | śluzy                 | mosty | pozostałe |
| ciek                                                  | całkowita        | w ramach GDW | śluzy                 | mosty | pozostałe |
| ----------------------------------------------------- | ---------------- | ------------ | --------------------- | --- | --- |
| Kanał Żeglugowy (Kanał Nawigacyjny ) (Kanał Północny) | 7,6              | 7,6          | Bartoszowice, Zacisze | - Kładka Ryczyńska, - Most B. Chrobrego (północny) - Most Jagielloński stary (wschodni, północny) - Most Jagielloński nowy (zachodni, północny) - Most Warszawski nowy (wschodni, północny) - Most Warszawski stary (zachodni, północny) - Most Oleśnicki kolejowy (północny) | - Przeładownia przy ulicy Betonowej - Port Przeładunkowy Paliw Płynnych - przystań - Nabrzeże zakładów chemicznych - nabrzeże - nabrzeże - nabrzeże - Wojskowy port przeładunkowy paliw płynnych - Wrocławska Stocznia Rzeczna |
| Stara Odra                                            | 3,30 (3,00-1,85) | 7,20         | –                     | – | – |
| Kanał Różanka                                         | 1,85             | 1,85         | Różanka               | - Most Trzebnicki (północny), - Most Osobowicki (północny) | – |

W ramach głównej drogi wodnej we Wrocławiu żegluga Starą Odrą odbywa się na dwóch odcinkach:
1. od końca Kanału Żeglugowego do początku Kanału Różanka, tj. od 7,400 km[7]  do 8,150 km[4], oraz
2. od końca Kanału Różanka do połączenia Starej Odry z Odrą Główną (Odrą Dolną), tj. od 10,000 km[4] do 10,700 km[7] .

Cały ten odcinek Starej Odry ma 3,30 km, ale na części drogi wodnej żegluga odbywa się równoległym do Starej Odry Kanałem Różaka o długości 1,85 km, bowiem na tym odcinku Starej Odry położony jest Jaz Różanka, zapewniający odpowiedni poziom piętrzenia w stanowisku, uniemożliwiając jednocześnie żeglugę Starą Odrą. Tak więc w ramach Starej Odry żegluga główną drogą wodną odbywa się na dwóch odcinkach o łącznej długości 3,00 – 1,85 km, co daje około 1,15 km.

### Stopnie wodne
Na odcinku głównej drogi wodnej położone są następujące stopnie wodne.
| stopień wodny              | śluza              | jaz stopnia      | budowla utrzymująca NPP dla śluzy         | budowla utrzymująca NPP dla śluzy |
| stopień wodny              | śluza              | jaz stopnia      | stanowisko górne                          | stanowisko dolne                  |
| -------------------------- | ------------------ | ---------------- | ----------------------------------------- | --------------------------------- |
| Stopień Wodny Bartoszowice | Śluza Bartoszowice | Jaz Bartoszowice | Jaz Bartoszowice, Stopień Wodny Opatowice | Śluza Zacisze                     |
| Stopień Wodny Zacisze      | Śluza Zacisze      | Jaz Zacisze      | Śluza Zacisze                             | Stopień Wodny Różanka             |
| Stopień Wodny Różanka      | Śluza Różanka      | Jaz Różanka      | Jaz Różanka                               | Stopień Wodny Rędzin              |

### Stanowiska wodne
Wrocławski odcinek Odry znajduje się w obrębie Odry skanalizowanej, tj. takiej rzeki, w której każde stanowisko znajduje się w zasięgu oddziaływania określonego stopnia wodnego (stopni wodnych). Poniższe zestawienie stanowisk obrazuje układ funkcjonalny w tym zakresie. Oczywiście stanowisko pierwsze (między śluzami Janowice i Bartoszowice) i ostatnie (między śluzami Różanka i Rędzin) tylko częściowo obejmuje omawiany szlak wodny.
| stanowisko/śluza                      | długość  | cieki wodne                                     | foto |
| ------------------------------------- | -------- | ----------------------------------------------- | ---- |
| Śluzy Janowice ... Śluza Bartoszowice | 8,7 km   | Odra, Kanał Żeglugowy                           |      |
| Śluza Bartoszowice                    | 187,75 m | Kanał Żeglugowy                                 |      |
| Śluza Bartoszowice ... Śluza Zacisze  | 4,5 km   | Kanał Żeglugowy                                 |      |
| Śluza Zacisze                         | 187,75 m | Kanał Żeglugowy                                 |      |
| Śluza Zacisze ... Śluza Różanka       | 3,92 km  | Kanał Żeglugowy, Stara Odra, Kanał Różanka      |      |
| Śluza Różanka                         | 196,24 m | Kanał Różanka                                   |      |
| Śluza Różanka ... Śluzy Rędzin        | 6,49 km  | Kanał Różanka, Stara Odra, Odra, Przekop Rędzin |      |

### Mosty
Budowa nowych kanałów wodnych i przebudowa istniejących koryt rzeki wymagała budowy odpowiednich przepraw dla ruchu drogowego, pieszego i kolejowego. Podczas działań wojennych i oblężenia Twierdzy Wrocław doszło do znacznych zniszczeń w budynkach i budowlach w tym także mostowych, tylko niewielka część ich przetrwała podlegając jedynie naprawom i remontom (Mosty Osobowickie, Mosty Trzebnickie). Pozostałe przeprawy zostały odbudowane bądź przebudowane (Mosty Warszawskie, Mosty Bolesława Chrobrego, Kładka Ryczyńska), a niektóre znacząco rozbudowane o nowe mosty stanowiące nowe nitki przepraw dla zwiększenia przepustowości szlaku komunikacyjnego w ciągu którego są położone (Mosty Jagiellońskie, Mosty Warszawskie).
| most                                                                | rodzaj          | długość             | km                    | ciek wodny                  | foto |
| ------------------------------------------------------------------- | --------------- | ------------------- | --------------------- | --------------------------- | ---- |
| Kładka Ryczyńska                                                    | pieszo-rowerowy |                     |                       | Kanał Żeglugowy             |      |
| Mosty Bolesława Chrobrego – wschodni (północny)                     | drogowy         | 25 m (48,5 m)       | 2,4 km                | Kanał Żeglugowy             |      |
| Mosty Bolesława Chrobrego – zachodni (południowy)                   | drogowy         | 123,7 m (134,7 m)   |                       | Kanał Powodziowy            |      |
| Mosty Jagiellońskie wschodni, północny (stary)                      | drogowy         | 21,65 m (22,25 m)   | 5,3 km                | Kanał Żeglugowy             |      |
| Mosty Jagiellońskie wschodni, południowy (stary)                    | drogowe         | 60,49 m             |                       | Kanał Powodziowy            |      |
| Mosty Jagiellońskie zachodni, północny (nowy)                       | drogowy         | 39,0 m              | 5,35 km               | Kanał Żeglugowy             |      |
| Mosty Jagiellońskie zachodni, południowy (nowy)                     | drogowy         | 60,0 m              |                       | Kanał Powodziowy            |      |
| Mosty Warszawskie wschodni, północny (nowy)                         | drogowy         |                     |                       | Stara Odra, Kanał Żeglugowy |      |
| Mosty Warszawskie wschodni, północny (stary)                        | drogowy         | 45,52 m (70,61 m)   | 6,6 km                | Kanał Żeglugowy             |      |
| Mosty Warszawskie środkowy, północny(stary)                         | drogowy         | 189,53 m (182,27 m) |                       | Stara Odra                  |      |
| Mosty Oleśnickie – północny                                         | kolejowy        |                     | 6,9 km                | Stara Odra, Kanał Żeglugowy |      |
| Mosty Trzebnickie – północny nr rej.: A/1644/336/Wm z 15.10.1976 r. | drogowy         | 218,5 m             | 8,4 km                | Stara Odra, Kanał Różanka   |      |
| Mosty Osobowickie – północny                                        | drogowy         | 242,5 m             | 9,0 km 242,50 km Odry | Stara Odra, Kanał Różanka   |      |

### Locja szlaku
| ciek            | śluza/stanowisko                                      | element                                                                                      | km                             | brzeg          | foto           |
| --------------- | ----------------------------------------------------- | -------------------------------------------------------------------------------------------- | ------------------------------ | -------------- | -------------- |
| Odra            | Śluzy Janowice                                        | Śluzy Janowice                                                                               | Śluzy Janowice                 | Śluzy Janowice | Śluzy Janowice |
| Odra            | 8,7 km                                                | ... Odra ... \|                                                                              |                                |                |                |
| Odra            | 8,7 km                                                | początek głównej drogi wodnej bifurkacja Kanału Żeglugowego                                  | 0,00 244,20 km Odry            | prawy          |                |
| Kanał Żeglugowy | 8,7 km                                                | Kanał Odpływowy (Przewał Widawski, Przepływ Widawski)                                        | 0,400                          | prawy          |                |
| Kanał Żeglugowy | Śluza Bartoszowice długość: 187,75 m szerokość: 9,6 m | Śluza Bartoszowice długość: 187,75 m szerokość: 9,6 m                                        | 0,500 (0,600) (244,90 km Odry) | n.d.           |                |
| Kanał Żeglugowy | 4,5 km                                                | Kładka Ryczyńska                                                                             | 0,600                          | n.d.           |                |
| Kanał Żeglugowy | 4,5 km                                                | Przeładownia przy ulicy Betonowej                                                            | 1,100 (0,900)                  | prawy          |                |
| Kanał Żeglugowy | 4,5 km                                                | Port Przeładunkowy Paliw Płynnych                                                            | 2,050 (1,900)                  | prawy          |                |
| Kanał Żeglugowy | 4,5 km                                                | Most Bolesława Chrobrego przęsło żeglowne: 23,6 m prześwit przy WWŻ: 5,40m                   | 2,400                          | n.d.           |                |
| Kanał Żeglugowy | 4,5 km                                                | przystań                                                                                     |                                | prawy          |                |
| Kanał Żeglugowy | 4,5 km                                                | Nabrzeże zakładów chemicznych                                                                | 2,600 (3,000)                  | prawy          |                |
| Kanał Żeglugowy | 4,5 km                                                | nabrzeże                                                                                     | 3,450                          | prawy          |                |
| Kanał Żeglugowy | 4,5 km                                                | nabrzeże                                                                                     | 3,600                          | prawy          |                |
| Kanał Żeglugowy | 4,5 km                                                | nabrzeże                                                                                     | 4,200                          | prawy          |                |
| Kanał Żeglugowy | 4,5 km                                                | Wojskowy port przeładunkowy paliw płynnych                                                   | 4,600                          | prawy          |                |
| Kanał Żeglugowy | 4,5 km                                                | Wrocławska Stocznia Rzeczna                                                                  |                                | prawy          |                |
| Kanał Żeglugowy | Śluza Zacisze długość: 187,75 m szerokość: 9,6 m      | Śluza Zacisze długość: 187,75 m szerokość: 9,6 m                                             | 5,100 (249,10 km Odry)         | n.d.           |                |
| Kanał Żeglugowy | 3,92 km                                               | Most Jagielloński (wschodni, północny) przęsło żeglowne: 9,6 m prześwit przy WWŻ: 6,73m      | 5,300                          | n.d.           |                |
| Kanał Żeglugowy | 3,92 km                                               | Most Jagielloński (zachodni, północny) przęsło żeglowne: b.d. prześwit przy WWŻ: 6,73m       | 5,350                          | n.d.           |                |
| Kanał Żeglugowy | 3,92 km                                               | Most Warszawski wschodni północny (nowy) przęsło żeglowne: b.d. prześwit przy WWŻ:7,25 m     | 6,570                          | n.d.           |                |
| Kanał Żeglugowy | 3,92 km                                               | Most Warszawski zachodni północny (stary) przęsło żeglowne: 25,0 m prześwit przy WWŻ: 5,39 m | 6,600                          | n.d.           |                |
| Kanał Żeglugowy | 3,92 km                                               | Most Oleśnicki północny (kolejowy) przęsło żeglowne: 29,0 m prześwit przy WWŻ: 5,13 m        | 6,900                          | n.d.           |                |
| Stara Odra      | 3,92 km                                               | ujście Kanału Żeglugowego                                                                    | 7,400                          | prawy          |                |
| Stara Odra      | 3,92 km                                               | bifurkacja Kanału Różanka                                                                    | 8,150                          | prawy          |                |
| Kanał Różanka   | 3,92 km                                               | Most Trzebnicki północny przęsło żeglowne: 28,0 m prześwit przy WWŻ: 5,38 m                  | 8,400                          | n.d.           |                |
| Kanał Różanka   | 3,92 km                                               | Most Osobowicki północny przęsło żeglowne: 9,6 m prześwit przy WWŻ: 5,77 m                   | 9,000                          | n.d.           |                |
| Kanał Różanka   | Śluza Różanka długość: 196,24 m szerokość: 9,6 m      | Śluza Różanka długość: 196,24 m szerokość: 9,6 m                                             | 9,020 (9,2) (253,3 km Odry)    | n.d.           |                |
| Stara Odra      | 6,49 km                                               | ujście Kanału Różanka                                                                        | 10,000                         | prawy          |                |
| Stara Odra      | 6,49 km                                               | ujście Kanału Miejskiego koniec szlaku bocznego                                              | 10,100 13,1 km szlaku bocznego | lewy           |                |
| Odra            | 6,49 km                                               | ujście Starej Odry koniec głównej drogi wodnej i szlaku ŚWW                                  | 10,700 255,60 km Odry (255,80) | prawy          |                |
| Odra            | 6,49 km                                               | ... Odra ...                                                                                 |                                |                |                |
| Odra            | Śluzy Rędzin                                          |                                                                                              |                                |                |                |